# Грип сајт
Грип сајт (енгл. Gripe Site) тип је вебсајта чија примарна сврха је критиковање појава као што су: корпорација, деловања заједница, поступци органа Владе или политичких тела. Ови сајтови су такође познати под енглеским називима „complaint“ или „sucks“ сајтови. Ови сајтови обезбеђују јефтину јавну платформу на којој могу да се огласе сви они који немају довољно средстава а имају потребу и жељу да се обрате ширем аудиторијуму. Ови сајтови су јефтини, ефективни, обезбеђују анонимност творцу сајта па самим тим дају шансу обичним појединцима да јавно критикују моћне и богате појединце, али исто тако могућност да критикују и велике мултинационалне компаније. Појединци одвајају време и новац за ове ствари у нади да ће се осетити задовољство покретањем жалбе и стављањем у непријатну ситуацију особе или институције која је мета кртитике.

## Потрошачки грип сајтови
Највећи број ових сајтова служи да би се критиковао односно исмевао одређени производ или услуга таргетиране компаније. Након самог креирања овај сајт постаје отворени форум за све људе који су на неки начин осетили незадовољство одређеним услугама или производима, место на коме могу да се обрате широком аудиторијуму, надајући се да ће порука који шаље стићи и до самих људи из таргетиране компаније или организације.

## Политички грип сајтови
Пре самог настанка потрошачких Грип сајтова, постојали су веб-сајтови који су били посвећени преношењу политичких, социјалних и религијских порука или директно или кроз пародију. Ови веб-сајтови користе робну марку таргетиране компанија на страницама свог веб-сајта али у самој веб адреси, све са циљем да њихов сајт привуче што већи број Интернет корисника.

## Креирање грип сајта и интернет домена
Када се одређена особа одлучи да креира Грип сајт, неопходно је да најпре региструје домен сајта. Врло често појединци одлучују да региструју име домена тако да је сам назив идентичан или скоро идентичан као и робна марка компаније која са таргетира овим сајтом. Појединци користе овакве називе домена како би намерно преусмерили Интернет кориснике са оригиналног сајта компаније на Грип сајт. Доста чешће појединци се одлучују да креирају назив домена тако да у самом називу стоји одређена реч која указује Интернет корисницима да се ради о сајту на које се компанија из назива домена критикује. Ови домени, најчешће у саставу свог назива имају наставак sucks.com или неки други погрдан назив који би могао да укаже на то да се ради о сајту који је критичке природе. Ови сајтови најпознатији су као sucks.com сајтови.

## Врсте грип сајтова
Према критеријуму назива домена, Грип сајтови могу се класификовати у две групе.
Прву групу чине сајтови са називом домена који се састоји самог назива робне марке одређене компаније. Креатори ових сајтова па и њихових домена желе да на овај начин њихов Грип сајт буде што лакше пронађен када Интернет корисник укуца име компаније у свом претраживачу. Другу групу, као што је малопре наведено, чине сајтови чији се назив домена састоји из назива компаније и наставка sucks.com.

## Правни проблеми код грип сајтова
Постоји више разлога због којих компаније не воле ове сајтове и због којих их врло често туже, па се деси да и неки од ових сајтова буду заправо блокирани. Оно због чега су ови сајтови начешће тужени је то што власници ових сајтова користе клевете, увреде али исто тако и у великој мери крше ауторска права, како наводе ове компаније.
Велики број власника одређених робних марки није баш срећна када види име њихове марке (нпр. Мекдоналдс), логоа или слогана као што је на пример Just do it компаније Најки на неком од сајтова за критиковање. Они сматрају да власници ових сајтова на тај начин злоупотребљавају регистровани заштитни знак (trademark infringement), разводњавају је (trademark dilution), што свакако нема добре последице за власнике робних марки, али и за саме робне марке.
Међутим, у неколико судова у САД нису јасно дефинисане границе у којима се може користити име одређене робне марке. Заправо њихово коришћење може бити потпуно легално уколико нпр није баш лако одредити о ком производу или компанији се ради без спомињања имена тог производа или компаније (нпр. Неће се рећи „Чикаго Булс“ већ „кошаркашки тим који долази из Чикага“).
Док се на судовима, компаније угрожене постојањем ових сајтова позивају на Lanham акт (Lanham Act), власници Грип сајтова бране се и позивају на Први амандман Сјединјених Америчких Држава (енгл. First Amendment to the United States Constitution) и на слободу говора на коју он пропагира.

## Легалне стратегије у борби против грип сајтова
Иако се велики број компанија бори против ових сајтова коришћењем легалних поступака, резултати нису увек најповољнији по њих. Међутим ипак у великом броју случајева креатори ових сајтова бивају застрашени оваквим поступцима таргетираних компанија, па одустану од својих сајтова. Али исто тако, таргетиране компаније морају узети у обзир, да када се одлуче за спровођење оваквих легалних поступака, сам процес бива познат јавности, па се самим тим и популаризују Грип сајтови против којих се боре.
Аргумент којим се бране креатори ових сајтова је свако постојање права који је заштићен Првим амандманом, осим ако садржај сајта није погрдан и увредљив. Уколико се не ради о сајтовима такве садржине, врло често тужбе компанија су узалудне и неефективне, јер се углавном ради о сајтовима који су незванични, некомерцијални и незанимљиви Интернет корисницима, па самим тим покретање било какве правне акције само би скренуло више пажње на сам Грип сајт. Другим речима, покретање правих поступака пожељно је када се ради о екстремним случајевима злоупотребе регистроване робне марке или кршења ауторских права. 
Још једна легална стратегија била би регистровање алтернативних назива Интернет домена од стране таргетиране компаније, као на пример назив робне марке са наставком sucks.com, тако да када се одређене особе одлуче да направе Грип сајт за ову компанију, не могу користити погрдне називе домена које је оригинална компанија претходно регистровала.